# Kaleidoscope (Kelis)
Kaleidoscope è il primo album in studio della cantante R&B statunitense Kelis, pubblicato negli Stati Uniti il 7 dicembre 1999 dalla Virgin Records.

## Tracce
Testi e musiche di Pharrell Williams, Chad Hugo, eccetto dove indicato.
1. Intro – 1:55
2. Good Stuff (feat. Terrar) – 3:52
3. Caught out There – 4:51
4. Get Along with You – 4:27
5. Mafia (feat. Markita) – 4:18
6. Game Show – 5:04
7. Suspended – 4:53 (Kelis Rogers Pharrell Williams, Chad Hugo)
8. Mars – 5:15
9. Ghetto Children (feat. Marc Dorsey e N.E.R.D) – 4:48 (Pharrell Williams, Chad Hugo, Ricky Walters)
10. I Want Your Love – 4:14
11. No Turning Back – 4:10
12. Roller Rink – 4:58 (Kelis Rogers Pharrell Williams, Chad Hugo)
13. In the Morning – 4:20 (Kelis Rogers Pharrell Williams, Chad Hugo)
14. Wouldn't You Agree (feat. Justin Vince) – 4:32

## Classifiche
| Classifiche (2000) | Posizione massima |
| ------------------ | ----------------- |
| Belgio (Fiandre)   | 32                |
| Germania           | 73                |
| Nuova Zelanda      | 46                |
| Paesi Bassi        | 50                |
| Regno Unito        | 43                |
| Stati Uniti        | 144               |
| Svezia             | 47                |
| Svizzera           | 92                |